# Анаис Мичъл
Ана̀ис Мѝчъл (на английски: Anaïs Mitchell) е американска певица, авторка на песни, композитор и драматург.

## Биография
Родена е на 26 март 1981 година в Монтпилиър в квакерско семейство от британски произход на университетски преподавател. След като завършва Мидълбърския колеж започва да се занимава с фолк музика и от 2004 година издава поредица от албуми. Широка известност получава след 2016 година, когато адаптира един от албумите си в мюзикъла „Hadestown“. Постановката му на Бродуей през 2019 година получава осем награди „Тони“, включително за най-добър мюзикъл и най-добра музика.